# Emmanuel Levy
Ne doit pas être confondu avec Emmanuel Lévy.
Pour les articles homonymes, voir Levy.
Emmanuel Levy, dit Manu Levy, né le 26 février 1971 à Montreuil, est un animateur de radio et de télévision, réalisateur de radio et producteur. Il s'est fait connaître sous le pseudonyme de Maître Lévy en animant des émissions humoristiques aux côtés d'Arthur. Il est, depuis le 22 août 2011, sur NRJ, aux commandes de la matinale Manu dans le 6/10.

## Biographie
Passionné de radio depuis son plus jeune âge, Emmanuel Levy arrive sur Fun Radio en 1989 en tant qu'assistant de Diego (Roland Olivier). Il réalise ensuite les programmes de nuit du week-end. À partir de la rentrée 1991, il se retrouve à la réalisation de la matinale en semaine que présente Arthur, fraîchement arrivé de Skyrock. C'est le début de 15 ans de collaboration radiophonique entre les deux hommes. Cette matinale est un grand succès pour la station et devient célèbre avec le slogan « Arthur, l'animateur le plus con de la bande FM ». Arthur trouve Emmanuel Levy très drôle hors-antenne et l'encourage à intervenir de plus en plus à l'antenne, devenant de fait son coanimateur. La première fois qu'il intervient à l'antenne, Arthur l'appelle « Maître Lévy » comme s'il était l'huissier chargé de la bonne tenue des jeux. Ce surnom va le suivre pendant une décennie.
En septembre 1992, il suit Arthur sur Europe 1 en tant que coanimateur d'Arthur et les pirates. Il se fait remarquer pour son humour alors relativement insolent et sa manière de « vanner » systématiquement les auditeurs qui passent à l'antenne ou les autres membres de l'équipe. Dans le même temps, il est un des auteurs de L'Émission impossible sur TF1, la première émission d'Arthur à la télévision.
Il est l'un des invités récurrents de Supernana dans son émission du week-end sur Skyrock. C'est pendant une de ces émissions, en juin 1994, qu'il rencontre François Meunier, qui anime à ce moment-là la matinale de la station Les Joujournalistes, sous le pseudonyme de JC. La complicité est immédiate et après un essai pendant l'été 1994, il rejoint Skyrock à plein temps en septembre 1994 pour animer Les monstres avec JC de 6 h 30 à 9 h. En janvier 1995, l'émission crée le scandale après un dérapage de JC, qui juge comme « une bonne nouvelle » la mort d'un policier la veille.
En raison d'une clause de non-concurrence, il ne retourne sur Europe 1 qu'en avril 1996 dans Arthur et les pirates, diffusé de 16 h 30 à 18 h jusqu'en mai 1996 en raison de l'arrêt prématuré de l'émission. Il anime alors, jusqu'en août 1996, une émission de libre antenne de 20 h à 22 h avec Michèle Bernier et Jade.
De septembre 1999 à juillet 2000, il apparaît régulièrement à la télévision sur la chaîne Comédie ! dans La Grosse Émission de Kad et Olivier en tant que « sniper » de l'émission, et avec la rubrique récurrente du « Top 5 » qu'il faisait déjà à la radio, et qu'il adapte aussi en livre en 1998.
Après une année blanche en radio, il intègre Fun Radio en septembre 2000 et coanime Planet Arthur de 16 h à 18 h 30 toujours avec Arthur, et Myriam Callas, puis Valérie Bénaïm jusqu'en septembre 2004.
En novembre 2004, il suit Arthur sur Europe 2 pour Arthur et les pirates puis à partir de septembre 2005 Radio Arthur, qu'il réalise également, de 16 h à 18 h. Cette émission prend fin le 24 février 2006 par manque de temps d'Arthur.
À partir de septembre 2006 toujours sur Europe 2, il co-anime, avec Nagui et Loïc, Nagui est du matin... Manu moins ! renommée, en septembre 2007, Nagui et Manu, de 7 h à 10 h, jusqu'en juin 2008. Europe 2 devient entretemps Virgin Radio le 1er janvier 2008. L'émission s'arrête lorsque Nagui part sur Europe 1.
En 2008, il coécrit et double le programme court humoristique La minute de trop sur Virgin 17 que produit Nagui[réf. nécessaire].
À l'initiative de Morgan Serrano, le directeur d'antenne de Fun Radio, il revient sur cette antenne et anime, en tant qu'animateur principal pour la première fois, Manu à la radio ! entre 6 h et 9 h de septembre 2008 à juin 2011. Il est accompagné tout d'abord de Marc Michaud et Christina Guilloton, puis de Grégory Vacher et de Virginie de Clausade, remplacée par Élodie Gossuin lors de son congé maternité.
Il quitte alors Fun Radio pour rejoindre NRJ en septembre 2011[réf. nécessaire], où il anime, avec Vacher et Élodie Gossuin, l'émission Manu dans le 6/9, de 6 h à 9 h.
De 2012 à 2015, il coanime Gamix sur MCM avec Florian Gazan, une émission consacrée à une autre de ses passions, les jeux vidéos.
Emmanuel Levy possède et gère une société de production sonore, Grelot Production, qui réalise des habillages sonores et diverses prestations audiovisuelles. Elle réalisait notamment l'habillage sonore de la matinale Nagui et Manu sur Virgin Radio et l'habillage de l'émission Manu à la radio ! sur Fun Radio.
En 2014, il coprésente sur NRJ 12 Les People passent le bac avec Erika Moulet. La même année, il présente aussi Pièges de stars, une émission de caméra cachée, toujours sur NRJ 12.
Manu Levy continue d'animer la matinale de NRJ depuis 2011 avec Manu dans le 6/10 en compagnie depuis 2021 d'Isabelle Giami, Valentin Chevalier dit « Valou » (ex-« Glandu ») et Aude Fraineau, la standardiste. Aude Fraineau quitte l'antenne en avril 2023, mais reste chez NRJ. Isabelle Giami et Valentin Chevalier quittent également l'antenne à la fin de la saison 2022-2023. Selon Libération, l'animateur représenterait la moitié des revenus publicitaires de la station radio. Depuis septembre 2023, l'équipe de Manu dans le 6/10 se compose de Lorenza Bradley, Salomé Lagresle et Nicolas Papon.

## Affaire judiciaire
En avril 2024, une enquête de Libération dénonce un harcèlement moral au sein de son équipe et d'NRJ qui susciterait un fort turn-over dans la matinale,. Quatre ex-salariés ont lancé des poursuites aux prud’hommes dont l'audience se tient le 16 septembre 2024. De son côté, Emmanuel Levy « réfute catégoriquement tous les faits dont (il est) accablé ». La même année, Libération affirme que des salariés ont subi des pressions de la direction afin de fournir des faux témoignages en faveur de l'animateur et de son producteur Nicolas Papon.
En novembre 2024, NRJ est condamnée par le conseil des prud’hommes de Paris à payer plus de 310 000 € aux anciens animateurs de sa matinale. Le conseil de prud’hommes a notamment requalifié en CDI les contrats de deux anciens collègues d'Emmanuel Levy, indemnisés pour licenciement « sans cause réelle et sérieuse ». La justice n'a en revanche pas reconnu de harcèlement moral, malgré ce qui a pu être écrit sur certains sites. Ceci a été expliqué officiellement lors d'une commission à l'assemblée nationale le 9 décembre 2024 .

## Publications
- Le Top 5 de Maître Lévy, Michel Lafon, 1998, 163 p. (ISBN 978-2840984085).
- C'est quoi la question ? (essai), Michel Lafon, 2013, 121 p. (ISBN 978-2749919973).